# Черсак кінчастий
Черсак кінчастий, черсак розрізанолистий (Dipsacus laciniatus) — вид рослин з родини жимолостевих (Caprifoliaceae); населяє південну, середню й південно-східну Європу, західну й середню Азію.

## Опис
Дворічна рослина 100–200 см заввишки. Стеблові листки перисто-роздільні, на краю шипуваті-війчасті. Листочки обгортки1 дугоподібними, відхилені. Головки2 нагорі з колючим довгим чубчиком з приквіткових лусок..

## Поширення
Населяє південну, середню й південно-східну Європу, західну й середню Азію; натуралізований у США; також культивується.
В Україні вид зростає у лісах, чагарниках — на південному заході, півдні, у Криму.